# No, Virginia …
No, Virginia … ist das dritte Studioalbum des amerikanischen Duos The Dresden Dolls. Es wurde am 16. Mai 2008 veröffentlicht. Es ist eine Sammlung von Archivaufnahmen, die schon für das vorherige Album Yes, Virginia … gemacht wurden, es jedoch nicht auf die endgültige Version der CD schafften, und Aufnahmen von Liedern, die die Band bisher nur live gespielt hatte.

## Titelliste
1. Dear Jenny
2. Night Reconnaissance
3. The Mouse and the Model
4. Ultima Esperanza
5. The Gardener
6. Lonesome Organist Rapes Page-Turner
7. Sorry Bunch
8. Pretty in Pink
9. The Kill
10. The Sheep Song
11. Boston